# Montville (Connecticut)
Montville – miasto w Stanach Zjednoczonych, w stanie Connecticut, w hrabstwie New London.